# Đặc điểm tay thuận và xu hướng tính dục
Mối quan hệ giữa sự thuận tay và xu hướng tính dục đã xuất hiện trong một vài nghiên cứu khoa học, những nhà nghiên cứu đã chỉ ra rằng những người thuận tay phải có khả năng cao hơn là người dị tính so với người đồng tính.
Mối liên hệ giữa sự thuận tay và xu hướng tính dục đã được tìm thấy ở cả hai giới. Rất có thể, nó phản ánh căn nguyên của xu hướng tính dục; nghiên cứu bởi Ray Blanchard đã liên kết mối quan hệ này với cơ chế thứ tự sinh anh em. Nghiên cứu này cho rằng người nam có nhiều anh trai có khả năng là người đồng tính hơn.

## Nghiên cứu

### Nghiên cứu bởi Lalumière và cộng sự, phân tích tổng hợp 2002
Nghiên cứu bởi Lalumière và cộng sự đã nghiên cứu tổng hợp 20 nghiên cứu với tổng cộng 6,987 người đồng tính và 16,423 người dị tính tham gia. Họ đã phát hiện rằng tỉ lệ đàn ông đồng tính không thuận tay phải là hơn 34%, và ở phụ nữ đồng tính là hơn 91% (tổng cộng là 39% ở hai giới).

### Nghiên cứu bởi Williams và cộng sự, 2000
Trong một nghiên cứu với sự tham gia của 382 nam giới (gồm 278 người đồng tính và 104 người dị tính), không có mối liên hệ nào đáng chú ý nào được tìm thấy giữa sự thuận tay và xu hướng tính dục.

### Nghiên cứu của Mustanski và cộng sự, 2002
Mustanski và cộng sự đã nghiên cứu xu hướng tính dục và tay thuận trong một nhóm gồm 382 nam giới (205 dị tính; 177 đồng tính) và 354 nữ giới (149 dị tính; 205 đồng tính). Mặc dù tỷ lệ nữ giới đồng tính thuận tay trái cao hơn đáng kể so với nữ giới dị tính (18% so với 10%), không có sự khác biệt đáng kể nào được tìm thấy giữa nam giới dị tính và nam giới đồng tính luyến ái về tay thuận.

### Nghiên cứu của Lippa, 2003
Lippa đã nghiên cứu xu hướng tính dục và tay thuận trong một nhóm gồm 812 nam giới (351 dị tính; 461 đồng tính) và 1.189 nữ giới (707 người dị tính; 472 người đồng tính). Nam giới đồng tính có khả năng không thuận tay phải cao hơn 82% so với nam giới dị tính, nhưng không có sự khác biệt đáng kể nào được tìm thấy giữa nữ giới dị tính và đồng tính về tay thuận. Khi kết hợp nam và nữ thành một mẫu nghiên cứu lớn, những người đồng tính luyến ái có khả năng không thuận tay phải cao hơn 50% so với những người dị tính luyến ái.

### Nghiên cứu của Blanchard và cộng sự, 2006
Blanchard và những người khác chỉ ra rằng cơ chế thứ tự sinh anh em trai (xác suất một bé trai là đồng tính tăng lên cùng với số lượng anh trai cùng một mẹ ruột) dường như chỉ giới hạn ở nam giới thuận tay phải. Hơn nữa, một nghiên cứu khác cũng cho rằng đàn ông thuận tay trái không có anh trai có khả năng là đồng tính hơn so với đàn ông thuận tay phải có anh trai. Như Blanchard và cộng sự đã đề cập trong bài báo cáo,
Tỷ lệ đồng tính luyến ái cao hơn ở nam giới không thuận tay phải hay có anh trai, so với đàn ông không có cả hai đặc điểm này. Tuy nhiên, tỷ lệ đó ở nam giới có cả 2 đặc điểm trên lại tương đương với tỷ lệ của nhóm không có đặc điểm nào.

### Khảo sát của BBC
Trong một cuộc khảo sát trực tuyến đa quốc gia, người đồng tính được cho là có khả năng thuận tay trái (12% ở nam và 11% ở nữ) hơn so với người dị tính (11% ở nam và 10% ở nữ). Người song tính ở cả 2 giới tính nam và nữ thường tự mô tả bản thân thuận cả 2 tay (ambidextrous) hơn những người đồng tính hay dị tính cùng giới (song tính nam: 12%, đồng tính/dị tính nam: 8%, song tính nữ: 16%, đồng tính nữ: 12%, dị tính nữ: 8%).

### Nghiên cứu của Blanchard, 2008 từKho lưu trữ tài liệu về Hành vi Tình dục
Một nghiên cứu sau này của Blanchard rút ra được rằng, theo thống kê, cả những người đồng tính nam thuận tay phải và những người dị tính nam thuận tay trái đều có số lượng anh trai đáng kể, nhưng đối với những người dị tính nam thuận tay phải hoặc những người đồng tính nam thuận tay trái, số liệu đó lại không có ảnh hưởng rõ rệt nào.

### Nghiên cứu của Blanchard, 2008 vềBán cầu não
Blanchard đã đề cập đến những cách mà giả thuyết miễn dịch từ người mẹ có thể giải thích cho cơ chế thứ tự sinh anh em và tay thuận. Trong trường hợp này, người mẹ được dự đoán là sẽ có nhiều sức đề kháng hơn đối với kháng nguyên nam sau mỗi thai kì, và vì thế mà sẽ sản sinh ra nhiều kháng thể "kháng nam" hơn. Ông đưa ra hai khả năng: Hoặc là những bào thai không thuận tay phải sẽ ít nhạy hơn đối với kháng thể nói trên, hoặc mẹ của những bào thai thuận tay trái, vì một lí do nào đó mà không sản sinh kháng thể đó.

### Nghiên cứu về xoáy tóc của Schwartz và cộng sự
Với một mẫu gồm 694 nam giới đồng tính và 894 nam giới, nghiên cứu tìm thấy rằng 13.9% nam giới đồng tính và 15.9% nam giới dị tính không thuận tay phải - một sự khác biệt không đáng kể. Nghiên cứu mô phỏng lại 'hiệu ứng anh trai' đối với nam giới đồng tính, nhưng không giống như Blanchard (2006) (xem ở trên), nghiên cứu phát hiện rằng hiệu ứng có tác dụng với cả nam giới đồng tính thuận tay phải và thuận tay trái, có ảnh hưởng mạnh mẽ lên nam giới đồng tính thuận thay trái hơn là tay phải.

### Nghiên cứu của Kishida và Rahman, 2015
Với một mẫu gồm 478 nam giới dị tính và 425 nam giới đồng tính, nghiên cứu tìm thấy nam giới đồng tính có khuynh hướng cực thuận tay phải và không thuận tay phải lớn hơn đáng kể so với nam giới dị tính.

### Nghiên cứu của Lee Ellis và cộng sự, 2016
Với một mẫu gồm học sinh đại học ở Malaysia và Hoa Kỳ, nghiên cứu tìm thấy rằng ở nữ giới, hấp dẫn đồng giới có liên quan đến việc thuận tay trái. Nghiên cứu không tìm thấy sự tương quan này ở nam giới sau khi đối chứng yếu tố sắc tộc.

### Vô tính luyến ái
Năm 2014, một cuộc nghiên cứu trên Internet đã cố gắng phân tích mối quan hệ giữa việc tự xác định là người vô tính, tay thuận, và những dấu ấn sinh học khác, so sánh với những cá nhân thuộc các nhóm xu hướng tính dục khác. Tổng cộng gồm 325 người vô tính (60 nam và 265 nữ), 690 người dị tính (190 nam và 500 nữ), và 268 người phi dị tính (64 nam và 204 nữ) đã hoàn thành bảng khảo sát qua mạng. Bài nghiên cứu khẳng định rằng so với nam và nữ dị tính, nam và nữ vô tính có xu hướng không thuận tay phải cao hơn 2.4 và 2.5 lần.